# 十字街 (函館市)
十字街（じゅうじがい）は、北海道函館市末広町の繁華街である。正式な町丁名ではない。
なお、一本東側の通り「銀座通り」（豊川町・末広町にまたがる）も併せて解説する。

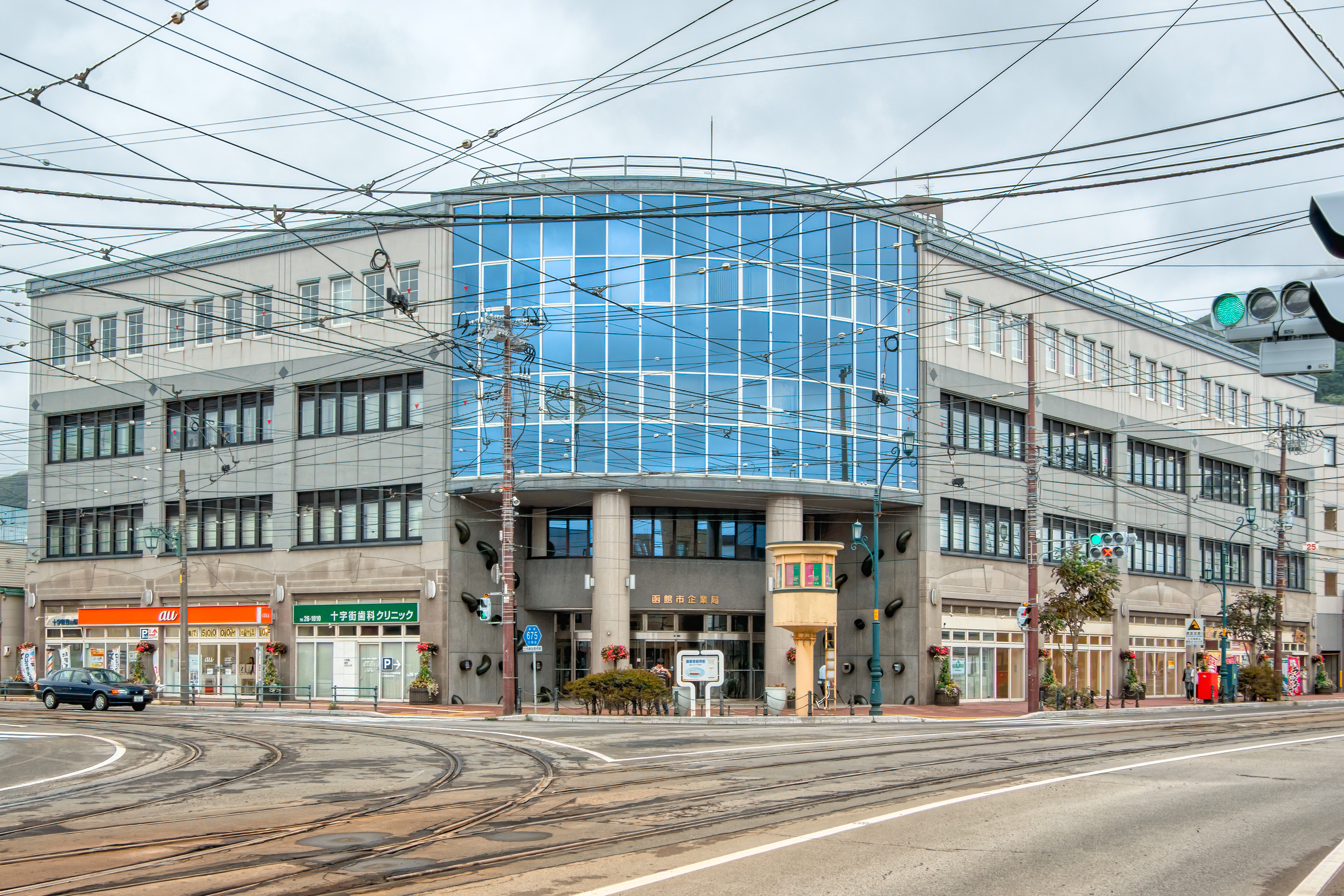
十字街交差点（2013年）

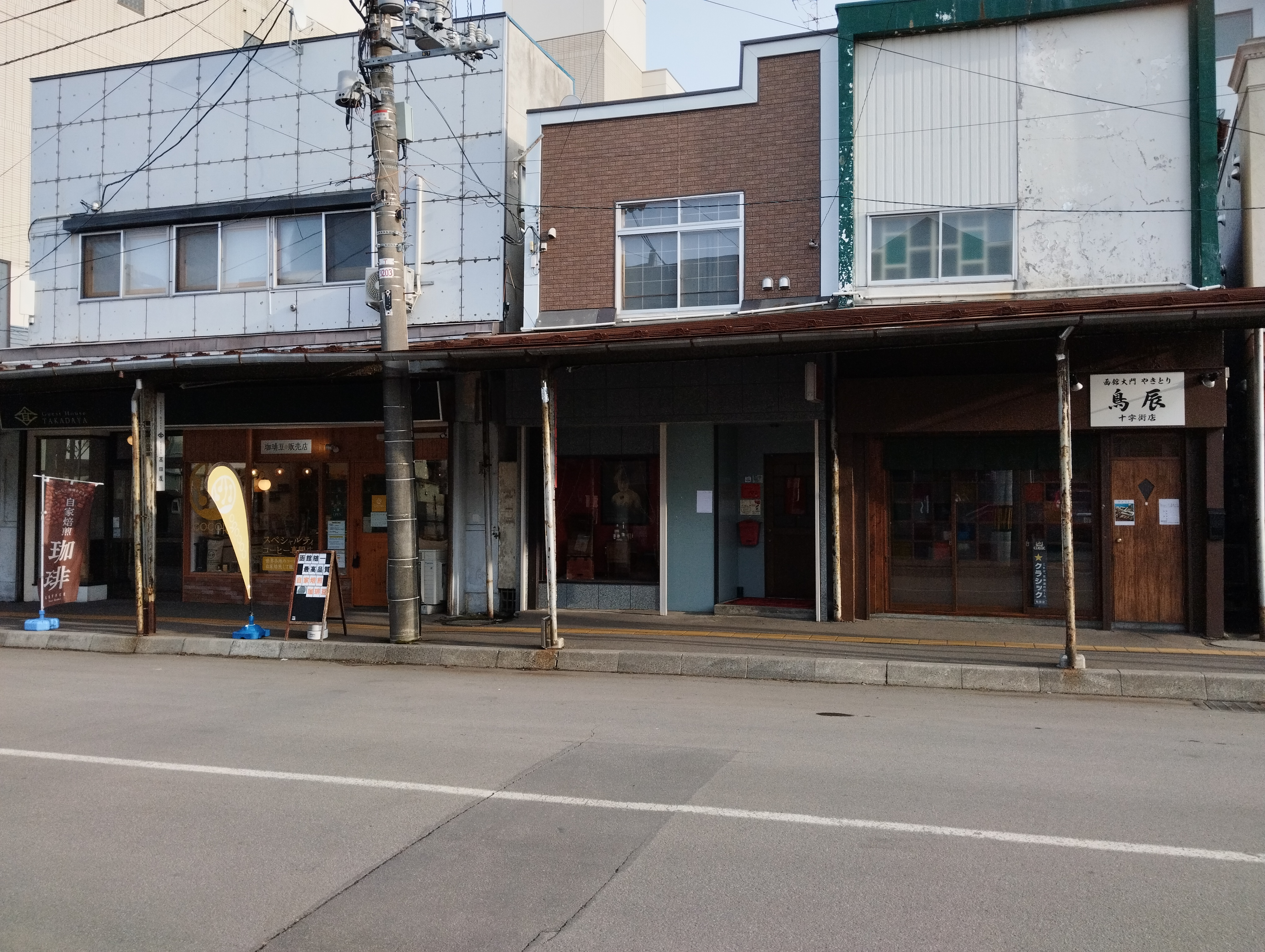
アーケード（2025年）

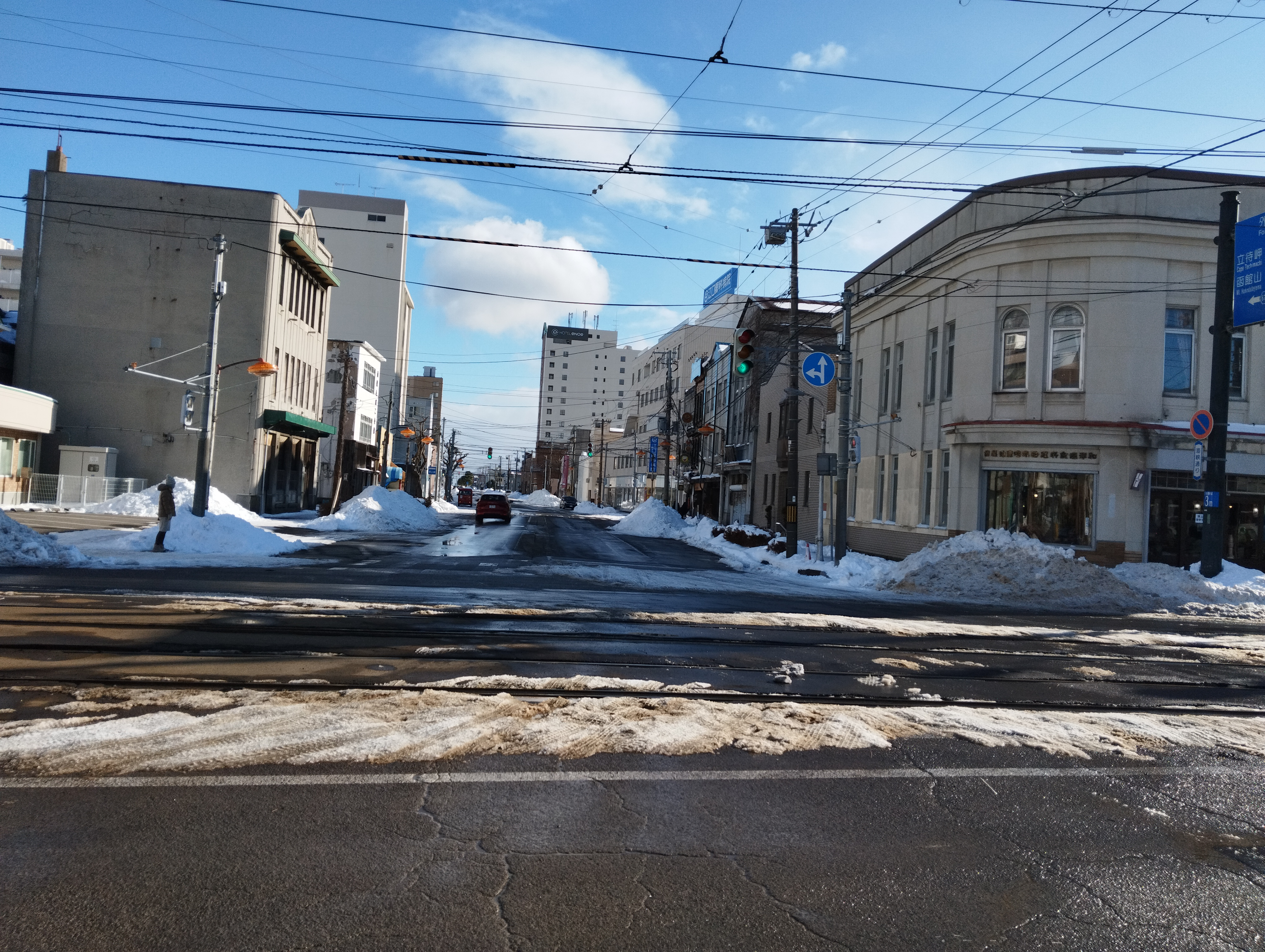
銀座通り（2025年）

## 概要
十字街
函館市の旧市街地、函館山山麓の函館港側に位置する繁華街である。明治期までの函館経済の中心は青函航路の東浜桟橋（旧桟橋）付近だったが、街の拡大に伴い大正期に移動しできた。十字街とは十字形をした街路の通称で、国道279号/国道338号（重複区間）と北海道道675号立待岬函館停車場線が合流する交差点付近のことをいう。道路は明治18年函館大火復興改正で東浜町～蓬莱町間の通り、現在の電車通りができた。1910年（明治43年）の「馬車鉄道開業路線図」には十字街と名乗る停留場はなく、恵比須町停留場となっているが、1913年（大正2年）の「電車線図」に十字街停留場が出ている。
当時の十字街付近は、映画館4軒や旧丸井今井函館店などを擁した函館を代表する中心繁華街であり、当時は全国有数の繁華街でもあった。しかし、1934年（昭和9年）の昭和9年函館大火によりこの繁華街付近も大きな被害を受け、徐々に衰退が始まっていった。
太平洋戦争後の1960年（昭和35年）には末広町5番地・6番地・7番地を中心に取り囲むように新しいアーケードが設置されたが、同年に十字街商店街について「このままでは場末街になる」という診断書が出され、衰勢が明らかとなった。1969年（昭和44年）には、丸井今井が本町地区に移転、建物は函館市役所末広分庁舎、現・函館市地域交流まちづくりセンターとなったが、これは十字街を含む西部地区の斜陽化を防ぐ目的だった。
2002年（平成14年）10月に再開発ビル「アクロス十字街」が竣工、函館市水道局（現・函館市企業局上下水道部）が入居した。当初香港の日系企業の事業参加による中華街を予定していた。
のちに市長になる工藤壽樹は2010年（平成22年）に「デザインと芸術の洋風の街」とし、五稜郭地区との棲み分けを提唱していた。
銀座通り
十字街の東隣りの歓楽街。栄国橋があったことから栄国橋通り、高田屋嘉兵衛の屋敷があったことから（旧）高田屋通り、恵比須通り（恵比須町通り）とも呼ばれている。1888年（明治21年）頃願乗寺川（亀田川分流）を埋め立てて道幅8間（14.5m）の道路を作ったもの。大正10年函館大火後に防火線とするためにコンクリート建築物を建築した。昭和9年函館大火後に函館駅前・大門に客足を奪われて衰微した。

### 年表
- 1885年（明治18年）5月13日 - 明治18年函館大火被災[11]。復興時の道路改正で東浜町～蓬莱町間の道路、現在の電車通りができる
- 1888年（明治21年）頃 - 願乗寺川（亀田川分流）埋め立て、銀座通りができる
- 1892年（明治25年）4月25日 - 南部坂下の山丸二菊池呉服店跡に函館丸井今井呉服店（現・丸井今井函館店）が開店[12]
- 1898年（明治31年）1月9日 - 亀函馬車鉄道（のちの函館馬車鉄道）恵比須町停留場開業
- 1913年（大正2年）10月30日 - 函館水電（現・函館市企業局交通部）十字街停留場電化開業
- 1919年（大正8年）12月 - 西川町遊園地跡に函館区日用品販売所が開設[13]
- 1921年（大正10年）4月14日 - 大正10年函館大火被災[14]
- 1927年（昭和2年）
  - 3月26日 - 函館区日用品販売所跡に複合公共施設「市民館」が開館[15][13]
  - 4月 - 市民館内に公衆食堂が開設される[16]
- 1934年（昭和9年）
  - 3月21日 - 昭和9年函館大火被災
  - 月日不明 - 修復した市民館に函館市役所本庁舎第1仮庁舎を開設[17][18]
- 1938年（昭和13年）
  - 7月 - 東宝銀映座開館[19]
  - 8月 - 十字街市電操車塔設置[20]
- 1945年（昭和20年）3月 - 函館市役所本庁舎、2代目竣工に伴い旧・市民館より東雲町（函館駅前地区）に移転[13]
- 1948年（昭和23年）5月 - 旧・市民館に市立函館図書館第一分館開館[13]
- 1951年（昭和26年）
  - 2月17日 - 市立函館図書館第一分館（旧・市民館）と市立函館保健所（千歳町）が建物交換（図書館第一分館の移転先開館は同年4月）[21][13]
  - 8月26日 - 市立函館保健所建物（旧・市民館）内に函館競輪十字街場外車券売場開設
- 1953年（昭和26年）4月3日 - 函館競輪十字街場外車券売場が末広町35に移転
- 1954年（昭和29年）6月18日 - 十字街商盛会（アーケードを作る会）発足[22][23]
- 1959年（昭和34年） - 函館初のエスカレーターが丸井今井函館店に設置される[24]
- 1960年（昭和35年） - アーケード設置
- 1962年（昭和37年）9月30日 - 函館競輪十字街場外車券売場廃止
- 1969年（昭和44年） - 丸井今井函館店が五稜郭地区（本町地区、旧・大字亀田村地区）に移転。同年函館市が建物を購入[25]
- 1970年（昭和45年） - 函館市水道局（現・函館市企業局上下水道部）が移転してくる（函館市役所末広町分庁舎）[25]
- 1973年（昭和48年）10月1日 - 市立函館保健所が五稜郭町（旧・大字亀田村地区）に移転[26]
- 1978年（昭和53年）12月8日 - 函館市交通局、深堀町より管理部門および運輸部門が移転してくる（函館市役所末広庁舎）
- 1995年（平成7年）6月 - 十字街市電操車塔を廃止、同年9月現在地に移設[20]
- 2002年（平成14年）
  - 10月 - アクロス十字街（末広町5番A地区第一種市街地再開発事業）竣工[27]
  - 10月7日 - 函館市交通局、管理部門および運輸部門を駒場町駒場車庫内に移転させる
- 2004年（平成16年）2月16日 - 第1回函館西部地区バル街開催[28]
- 2007年（平成19年）4月1日 - 函館市役所末広分庁舎をリニューアルして函館市地域交流まちづくりセンター開所
- 2011年（平成23年）4月1日 - 函館市水道局が改組され、函館市企業局上下水道部になる
- 2013年（平成25年）4月1日 - 青森銀行末広町支店が函館支店内に移転[29]
- 2020年（令和2年）3月9日 - 北洋銀行末広町支店が函館中央支店内に移転[30]
- 2024年（令和6年）12月19日 - 十字街停留場、銀座通り側に移転[31]

## イベント
- 函館港まつり
  - ワッショイはこだて（旧・一万人<踊り>パレード）十字街コーススタート地点（銀座通り側、2023年現在）[32]
  - ファンタジアクロス☆十字街商盛会の港まつり - 十字街商盛会による協賛イベント[33][34]。
- 函館西部地区バル街[35]

## 主要施設
- 公共施設
  - 北海道警察函館西警察署十字街交番
  - 函館市地域交流まちづくりセンター
  - 函館市立博物館郷土資料館 - 旧金森洋物店
- 交通
  - 道路
    - 国道279号/国道338号 - 十字街交差点～旧・東浜町間は重複区間
    - 北海道道675号立待岬函館停車場線 - 十字街交差点 - 函館駅前交差点（若松町）間は国道279号/国道338号との三重複区間

  - 交通機関
    - 函館市企業局交通部
      - 十字街停留場

    - 函館バス
      - 十字街停留所 - 南部坂坂下、函館市地域交流まちづくりセンター前に所在
      - 江口眼科前停留所
      - 銀座通り停留所

    - 北海道バス
      - 十字街停留所 - 南部坂坂下、函館市地域交流まちづくりセンター前に所在
- 金融機関
  - 北海道銀行十字街支店
- 商業・娯楽施設
  - アクロス十字街
    - 函館市企業局上下水道部

  - コープさっぽろ末広西店
  - 五島軒本店旧館、レストラン雪河亭
  - コープさっぽろ 末広西店

### かつてあった主要施設
- 公共施設
  - 市民館 - 以下は市民館の廃止後、建物を利用した[13]
    - 函館市役所第1仮庁舎（昭和9年函館大火被災時の仮庁舎）[13]
    - 市立函館図書館第一分館[13]
    - 市立函館保健所[36]
- 交通
  - 函館市交通局 - 1978年（昭和53年）12月8日、深堀町の深堀町バス車庫閉鎖に伴う管理部門の移転。なお、電車教習所は駒場営業所へ、バス整備工場は昭和営業所（現・函館バス昭和営業所）へ移転しており、当地にはなかった[37]。
- 金融機関
  - 青森銀行末広町支店 - 五稜郭地区函館支店内へ移転後函館支店に統合[29]
  - 北洋銀行末広町支店 - 大門地区（函館駅前）函館中央支店内へ移転[30]
- 医療・福祉
  - 日赤函館血液センター - 函館競輪十字街場外車券売場だった建物を改修して開設。1978年（昭和53年）1月、日乃出町へ移転[38]。
- 商業施設
  - 金森洋物店 - 1963年（昭和38年）北海道指定有形文化財。1880年（明治13年）11月開店の輸入雑貨店。開拓使茂辺地煉瓦石製造所が製造したレンガを用いて建てられた。1925年（大正14年）閉店し函館市に譲渡され、現在は市立函館博物館郷土資料館[39]
  - 十字街 ホリタ - 1968年（昭和43年）3月8日開店[40]。柏木プラザへの出店に伴うスクラップアンドビルドで閉店となった[41]。なお、柏木プラザの店舗「柏木店」は1976年（昭和51年）12月1日開店[42]
  - 函館区日用品販売所[13]
  - 丸井今井函館店 - 1969年（昭和44年）五稜郭地区（本町交差点付近）に移転
- 娯楽施設
  - 東宝銀映座 -　旧・恵比須町に所在。東宝直営店[43]。Wikiサイト『消えた映画館の記憶』の文献調査によると「函館銀映座」、「銀映座」とも（出典元は全国映画館名簿<1941年、1943年、1947年、1950年、1953年、1955年、1958年、1960年、1963年、1966年、1968年>）、広末町7番地（同名簿1966年、1968年）[44]。函館市内にあった東宝系列の項目「函館東宝」も参照
  - 函館競輪十字街場外車券売場[36]

## その他
市街地となる以前については、戊辰戦争中の1869年6月20日（明治2年5月11日）、旧幕府軍の幹部土方歳三が箱館にある新政府軍の包囲で孤立していた弁天台場を救出しようと一隊を率いて五稜郭より進撃を試みたが、土方自身が腹部を撃たれて落馬、そのまま亡くなった最期の地とする説がある（十字街異国橋説）ものの、関連小説の影響の可能性もあり、史実かどうかははっきりしていない。